# Wet van Bernoulli

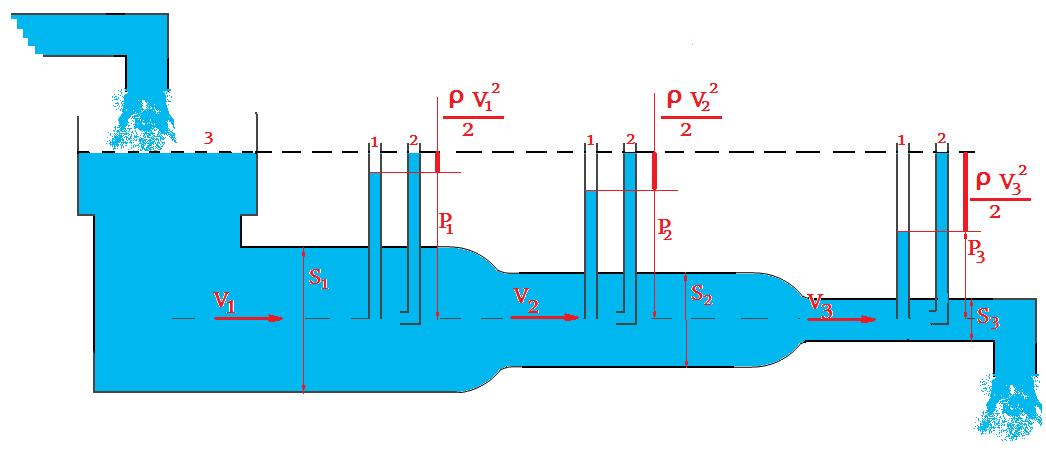
De Bernoullivergelijking op drie punten in een buis

De wet van Bernoulli is een natuurkundige wet die het stromingsgedrag van vloeistoffen en gassen beschrijft en de drukveranderingen aan hoogte- en snelheidsveranderingen relateert. Het is een wet uit de aero- en hydrodynamica, die in de achttiende eeuw werd beschreven door Daniel Bernoulli (1700-1782). 
Een van de natuurkundige effecten die de wet beschrijft, is dat een toename in de snelheid van een vloeistof of gas gepaard gaat met een verlaging van de druk in die vloeistof of dat gas.

## Beschrijving
De wet is genoemd naar Daniel Bernoulli, hoewel het Leonhard Euler was die de vergelijking in de navolgende vorm als eerste afleidde. De formule is, onder strenge voorwaarden, een vereenvoudigde vorm van de wet van behoud van energie. In feite formuleert de wet het behoud van de energiedichtheid langs een stroomlijn voor stationaire stromingen in niet-viskeuze media die onsamendrukbaar zijn (en dus een constante dichtheid hebben). Langs een stroomlijn geldt:
{\displaystyle {\tfrac {1}{2}}\rho v^{2}+\rho gh+p=\mathrm {constant} }
Hierin is:
{\displaystyle \rho } de (massa)dichtheid (kg/m³)
{\displaystyle v} de snelheid (m/s)
{\displaystyle g} de valversnelling (m/s²)
{\displaystyle h} het hoogteverschil (m)
{\displaystyle p} de druk (Pa)
In de formule zien we de kinetische energiedichtheid of dynamische druk {\displaystyle {\tfrac {1}{2}}\rho v^{2}} en de gravitatiedruk {\displaystyle \rho gh}.
Omgerekend naar lengte-eenheden levert dit voor het totale energieniveau {\displaystyle H} [m] van de stromende vloeistof:
{\displaystyle {\frac {v^{2}}{2g}}+h+{p \over \rho g}=H}
Hierin is {\displaystyle h+{p \over \rho g}} het zogenaamde piëzometrisch niveau en {\displaystyle {v^{2} \over 2g}} de snelheidscomponent.
De wet is van toepassing onder de volgende aannames:
- De stroming is stationair.
- Het medium heeft een constante dichtheid.
- Dissipatie (energieverlies door wrijving ten gevolge van de viscositeit) is verwaarloosbaar.

De wet geldt alleen voor twee punten op dezelfde stroomlijn.
Merk ook op dat voor stilstaande vloeistoffen (v = 0) de wet van Bernoulli vereenvoudigt tot de wet van Pascal.

## Uitbreiding
De wet kan uitgebreid worden door toe te laten dat de temperatuur van het medium langs de stroomlijn verandert:
{\displaystyle {\tfrac {1}{2}}v^{2}+gh+{p \over \rho }+{\frac {u}{g}}=\mathrm {constant} }
met
{\displaystyle u} dichtheid van de energie-inhoud van het medium (indien het medium opgewarmd wordt, stijgt {\displaystyle u})

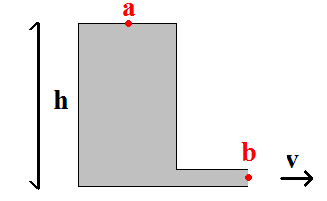
Figuur wet van Torricelli

Aan de hand van deze vergelijking kan de wet van Torricelli, waarmee de snelheid van water onderaan een vrij reservoir berekend wordt, aangetoond worden:
{\displaystyle {\tfrac {1}{2}}v_{a}^{2}+gh_{a}+{p_{a} \over \rho }+{u_{a} \over g}={\tfrac {1}{2}}v_{b}^{2}+gh_{b}+{p_{b} \over \rho }+{u_{b} \over g}}
We verwaarlozen de term {\displaystyle v_{a}}, stellen {\displaystyle p_{a}=p_{b}} (vrij reservoir), nemen {\displaystyle h_{a}=0} en {\displaystyle h_{b}=-h}, en veronderstellen dat de inwendige energie van het water niet verandert; dan wordt de formule:
{\displaystyle 0={\tfrac {1}{2}}v_{b}^{2}-gh\Rightarrow v_{b}={\sqrt {2gh}}}

## Toepassingen

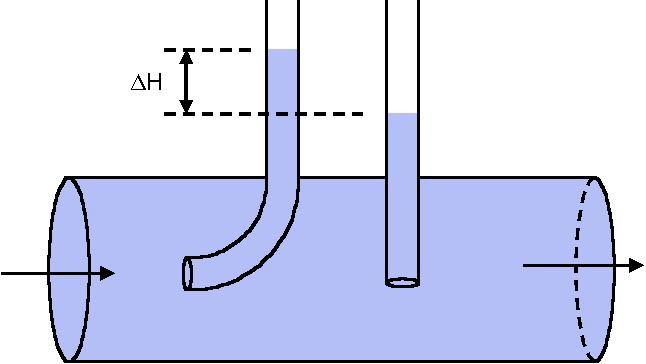
Pitotbuis

De wet van Bernoulli wordt onder andere gebruikt in berekeningen aan een pitotbuis.
Een veelgebruikte afgeleide formule van de wet binnen de procestechnologie is:
{\displaystyle p_{a}+\rho gh_{a}+{\tfrac {1}{2}}\rho v_{a}^{2}=p_{b}+\rho gh_{b}+{\tfrac {1}{2}}\rho v_{b}^{2}+\Delta p_{f}}
Hierin is:
{\displaystyle p_{a}} de druk in punt a (als voorbeeld kan bovenstaande afbeelding gebruikt worden)
{\displaystyle \rho } de dichtheid van de vloeistof
{\displaystyle g} de valversnelling
{\displaystyle h_{a}} de (relatieve) hoogte in punt {\displaystyle a}
{\displaystyle v_{a}} de stroomsnelheid in punt {\displaystyle a}
{\displaystyle p_{b}} de druk in punt {\displaystyle b}
{\displaystyle h_{b}} de (relatieve) hoogte in punt {\displaystyle b}
{\displaystyle v_{b}} de stroomsnelheid in punt {\displaystyle b}
{\displaystyle \Delta p_{f}} de drukval als gevolg van wrijving.
Deze formule kan uitgebreid worden voor meer dan twee punten. In principe is het mogelijk om oneindig veel punten te beschrijven. Voor {\displaystyle n} punten ziet de formule er als volgt uit:
{\displaystyle p_{1}+\rho gh_{1}+{\tfrac {1}{2}}\rho v_{1}^{2}=p_{2}+\rho gh_{2}+{\tfrac {1}{2}}\rho v_{2}^{2}+\Delta p_{f\langle 1,2\rangle }\ =\ldots =p_{n}+\rho gh_{n}+{\tfrac {1}{2}}\rho v_{n}^{2}+\Delta p_{f\langle 1,n\rangle }}